# Subir Banerjee
Subir Kumar Banerjee (Jamshedpur, 19 de febrero de 1938) es un geofísico indio-estadounidense, conocido por sus investigaciones sobre el magnetismo de las rocas, el paleomagnetismo y el magnetismo ambiental.

## Biografía
Obtuvo una licenciatura en física por la Universidad de Calcuta en 1956 y una maestría en física por el Instituto Indio de Tecnología en 1959. Recibió su doctorado en geofísica por la Universidad de Cambridge en 1963, donde sus supervisores fueron John C. Belshé y Edward Bullard. Realizó un postdoctorado en los Laboratorios de Investigación Mullard en Redhill, Inglaterra, donde investigó sobre la ferrita. En la Universidad de Newcastle, ocupó un cargo como profesor de 1966 a 1969 y trabajó bajo la supervisión de Kurt Hoselitz (1916-2010) y Kenneth Midworth Creer (1925-2020). De 1967a 1968 estuvo en Ampex Corporation y en la Universidad de Stanford. En Stanford fue asesorado por Allan V. Cox.
Entre 1969 y 1970, fue profesor en la Universidad de Pensilvania y trabajó en el laboratorio del Instituto Franklin en Filadelfia. Durante el año académico 1970-1971 estuvo en el Observatorio Terrestre Lamont-Doherty. En la Universidad de Minnesota en Minneapolis fue profesor asociado de 1971 a 1974 y posteriormente profesor titular de geofísica.
En 1974 saltó a la fama por el libro The physical principles of rock magnetism, en coautoría con Frank D. Stacey. En la década de 1970, investigó muestras de rocas lunares. En 1976 fue nombrado profesor adjunto en el Programa de Estudios Islámicos y de Oriente Medio de la Universidad de Minnesota. En 1990 fundó el Instituto de Magnetismo de Rocas (IRM) de la Universidad de Minnesota y se convirtió en su director.
Su investigación se ha centrado en el magnetismo de rocas con aplicaciones al paleomagnetismo y geomagnetismo. Su investigación se refiere a la magnetización remanente de óxidos magnéticos en rocas. Él y sus colegas han recopilado datos paleomagnéticos de sedimentos en lagos y suelos y los han aplicado a estudios arqueológicos, paleoclimáticos y ambientales. Estuvo involucrado en el desarrollo de métodos rápidos para el estudio paleomagnético de suelos y su uso en estratigrafía y reconstrucción climática que se remontan al punto medio del Paleolítico Medio.
En 1983, recibió un D.Sc. por la  Universidad de Cambridge. Fue elegido miembro de la Unión Geofísica Estadounidense (AGU) en 1984 y la Sociedad Estadounidense de Física (APS) en 2006, así como de la Academia Estadounidense de Artes y Ciencias (AAAS). La AGU lo honró en 2003 con el Premio William Gilbert y en 2006 con la Medalla John Adam Fleming. Recibió la Medalla Louis Néel de la Unión Europea de Geociencias en 2004.

## Publicaciones seleccionadas
- Liebermann, Robert C.; Banerjee, Subir K. (1971). «Magnetoelastic interactions in hematite: Implications for geophysics». Journal of Geophysical Research 76 (11): 2735-2756. Bibcode:1971JGR....76.2735L. doi:10.1029/JB076i011p02735.
- Banerjee, S.K.; Mellema, J.P. (1974). «A new method for the determination of paleointensity from the A.R.M. Properties of rocks». Earth and Planetary Science Letters 23 (2): 177-184. Bibcode:1974E&PSL..23..177B. doi:10.1016/0012-821X(74)90190-3.
- Verosub, Kenneth L.; Banerjee, Subir K. (1977). «Geomagnetic excursions and their paleomagnetic record». Reviews of Geophysics 15 (2): 145-155. doi:10.1029/RG015i002p00145.
- Banerjee, Subir K.; King, John; Marvin, James (1981). «A rapid method for magnetic granulometry with applications to environmental studies». Geophysical Research Letters 8 (4): 333-336. Bibcode:1981GeoRL...8..333B. doi:10.1029/GL008i004p00333.
- King, John; Banerjee, Subir K.; Marvin, James; Özdemir, Özden (1982). «A comparison of different magnetic methods for determining the relative grain size of magnetite in natural materials: Some results from lake sediments». Earth and Planetary Science Letters 59 (2): 404-419. Bibcode:1982E&PSL..59..404K. doi:10.1016/0012-821X(82)90142-X.
- Özdemir, Özden; Banerjee, Subir K. (1982). «A preliminary magnetic study of soil samples from west-central Minnesota». Earth and Planetary Science Letters 59 (2): 393-403. Bibcode:1982E&PSL..59..393O. doi:10.1016/0012-821X(82)90141-8.
- King, John W.; Banerjee, Subir K.; Marvin, James (1983). «A new rock-magnetic approach to selecting sediments for geomagnetic paleointensity studies: Application to paleointensity for the last 4000 years». Journal of Geophysical Research: Solid Earth 88 (B7): 5911-5921. Bibcode:1983JGR....88.5911K. doi:10.1029/JB088iB07p05911.
- Lund, Steve P.; Banerjee, Subir K. (1985). «Late Quaternary paleomagnetic field secular variation from two Minnesota Lakes». Journal of Geophysical Research: Solid Earth 90 (B1): 803-825. Bibcode:1985JGR....90..803L. doi:10.1029/JB090iB01p00803.
- Jackson, Mike; Worm, Horst-Ulrich; Banerjee, Subir K. (1990). «Fourier analysis of digital hysteresis data: Rock magnetic applications». Physics of the Earth and Planetary Interiors 65 (1–2): 78-87. Bibcode:1990PEPI...65...78J. doi:10.1016/0031-9201(90)90077-B.
- Worm, H.-U.; Ryan, P.J.; Banerjee, S.K. (1991). «Domain size, closure domains, and the importance of magnetostriction in magnetite». Earth and Planetary Science Letters 102 (1): 71-78. Bibcode:1991E&PSL.102...71W. doi:10.1016/0012-821X(91)90018-D.
- Dalan, Rinita A.; Banerjee, Subir K. (1998). «Solving archaeological problems using techniques of soil magnetism». Geoarchaeology 13: 3-36. doi:10.1002/(SICI)1520-6548(199801)13:1<3::AID-GEA2>3.0.CO;2-9.
- Guyodo, Yohan; Mostrom, Alison; Lee Penn, R.; Banerjee, Subir K. (2003). «From Nanodots to Nanorods: Oriented aggregation and magnetic evolution of nanocrystalline goethite». Geophysical Research Letters 30 (10): 1512. Bibcode:2003GeoRL..30.1512G. doi:10.1029/2003GL017021.
- Liu, Qingsong; Jackson, Michael J.; Banerjee, Subir K.; Maher, Barbara A.; Deng, Chenglong; Pan, Yongxin; Zhu, Rixiang (2004). «Mechanism of the magnetic susceptibility enhancements of the Chinese loess». Journal of Geophysical Research 109 (B12). Bibcode:2004JGRB..10912107L. doi:10.1029/2004JB003249.
- Lascu, Ioan; Banerjee, Subir K.; Berquó, Thelma S. (2010). «Quantifying the concentration of ferrimagnetic particles in sediments using rock magnetic methods». Geochemistry, Geophysics, Geosystems 11 (8). Bibcode:2010GGG....11.8Z19L. doi:10.1029/2010GC003182.
- Liu, Qingsong; Roberts, Andrew P.; Larrasoaña, Juan C.; Banerjee, Subir K.; Guyodo, Yohan; Tauxe, Lisa; Oldfield, Frank (2012). «Environmental magnetism: Principles and applications». Reviews of Geophysics 50 (4). Bibcode:2012RvGeo..50.4002L. doi:10.1029/2012RG000393.
- Liu, Qingsong; Deng, Chenglong; Yu, Yongjae; Torrent, José; Jackson, Michael J.; Banerjee, Subir K.; Zhu, Rixiang (2005). «Temperature dependence of magnetic susceptibility in an argon environment: Implications for pedogenesis of Chinese loess/Palaeosols». Geophysical Journal International 161 (1): 102-112. Bibcode:2005GeoJI.161..102L. doi:10.1111/j.1365-246X.2005.02564.x.